# Rolf Degerlund
Rolf Harry Degerlund (* 8. Dezember 1952 in Gunnarsbyn, Boden, Schweden) ist ein schwedischer Schauspieler.

## Werdegang
Degerlund begann in seiner Jugend schon an schwedischen Schulen Theaterstücke zu inszenieren. Während seiner Militärzeit lernte er den Schauspieler Magnus Nilsson kennen, wodurch er zu dem Entschluss kam, eine Schauspielausbildung aufzunehmen. Anschließend studierte in Kalix an der Folkhögskolas Teaterlinje und nachdem er ein entsprechendes Stipendium erhalten hatte, besuchte er in Paris die von Marcel Marceau gegründete Schauspiel- und Mimodramenschule École Internationale de Mimodrame und ging danach zu Józef Szajnas Studio-Theater in Warschau.
Er gehörte 1973 Gründungsmitgliedern des Lule Stassteater, einer freien Theatergruppe in Luleå. Degerlund arbeitete 1975 auch im Fernseh-Theater in Göteborg und 1978 in Sundsvall am Fernsehen. Als Theaterschauspieler war er auch seit 1978 am bei Norrbottensteatern tätig und von 1988 bis 2001 war er Theaterleiter bzw. Intendant dieses Theaters.
Degerlund gründete 2002 das Ice Globe Theatre in Jukkasjärvi – nach dem Vorbild des Ice Globe Theatre in London. 2004 wurde er deswegen und auch für sein „innovatives Theater“ mit dem Innovation Award (Innovationspreis) in London ausgezeichnet. Degerlund war auch als Regisseur für den schwedischen Zauberkünstler und Illusionisten Joe Labero tätig. Des Weiteren war er als Autor und Regisseur an der Aufführung des Musicals „Pippi Langstrumpf – Ein Abenteuer auf dem Eis“ (Pippi Långstrump – Ett äventyr på is) beteiligt.
Seit 2005 ist Degerlund der CEO / Creative Director von Pronto Production AB, einer Kommunikations-Agentur, die sich beschäftigt mit Methodenkompetenz bei Strategieentwicklung in Design / Grafik-Design, Markenaufbau und entsprechender Technologie. Als Filmschauspieler ist er auch bei vielen schwedischen Film- und Fernsehproduktionen beteiligt.
Degerlund war mit der Journalistin und Historikerin Lotta Gröning (* 1957) verheiratet.

## Filmografie (Auswahl)
- 1985: Jonny Roova (Spielfilm)
- 1989: Tre kärlekar (Fernsehserie)
- 1991: Barnens detektivbyrå (Fernsehserie)
- 1996: Die Spur der Jäger (Jägarna)
- 1997: Kalle Blomquist – sein neuester Fall auch Kalle Blomquist und Rasmus (Kalle Blomkvist och Rasmus)
- 1997: Vildängel
- 2002: Der Typ vom Grab nebenan (Grabben i graven bredvid)
- 2003: Emma und Daniel (Emma och Daniel: Mötet)
- 2004: Eiskalte Bedrohung (Hotet)
- 2006: Mankells Wallander: Dunkle Geheimnisse (Wallander – Hemligheten)
- 2008: Wolf (Varg) (Film)
- 2009: Verdict Revised – Unschuldig verurteilt
- 2009: Vergebung (Oskyldigt dömd)
- 2010: Bröderna Karlsson
- 2012: Vaktmästaren (Film)
- 2013: Mankells Wallander: Der Feind im Schatten (Den orolige mannen)